# Nouveau Cercle de l'Union
Le Nouveau Cercle de l'Union (aussi communément appelé simplement le Nouveau Cercle) est un club parisien masculin fondé en 1828 et comptant environ 500 membres. C'est le plus ancien des grands cercles,.

## Histoire

### Cercle Français
La création du Cercle de l'Union fut précédée par celle du Cercle Français, autorisé le 30 novembre 1824. Les créateurs du Cercle Français écrivent alors que « son objet principal est de former un lieu de réunion commode, agréable, ou l'on soit sûr de se trouver en bonne compagnie et qui pendant les mois d'été et d'automne offre aux hommes retenus à Paris une ressource qui y manque absolument ». Par ses fondateurs et son règlement, le Cercle Français préfigure le Cercle de l'Union.

### Cercle de l'Union

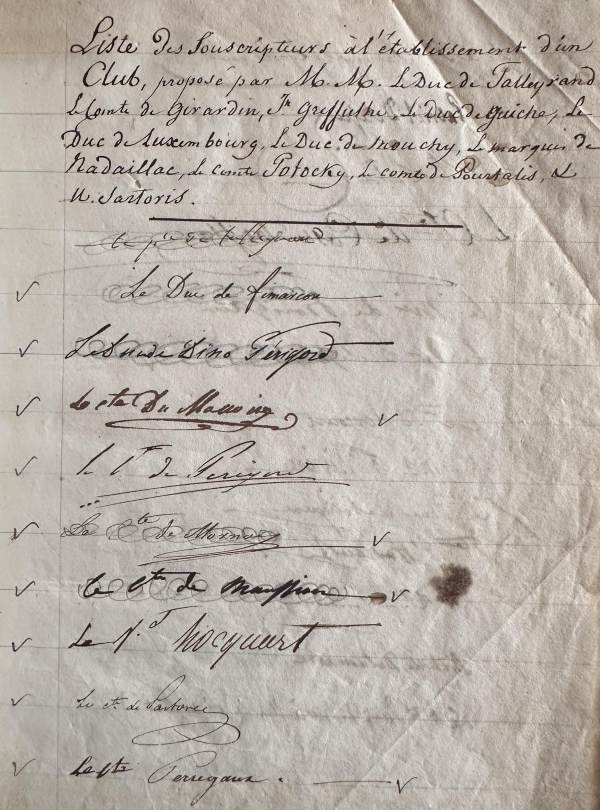
Signatures des souscripteurs du Cercle de l'Union en 1828.

Le Cercle de l'Union fut fondé en 1828. Parmi les fondateurs et souscripteurs, on trouve Charles-Maurice de Talleyrand-Périgord, le duc de Mouchy. le comte d'Orsay, le duc de Guiche. Installé à ses débuts à l'angle de la rue de Gramont et du boulevard des Italiens, il se transporta en 1857 boulevard de la Madeleine, où il demeura jusqu'en 1945.

### Nouveau Cercle
Le Nouveau Cercle s'est formé par la fusion en 1916 du Cercle Agricole et du Cercle de la rue Royale.

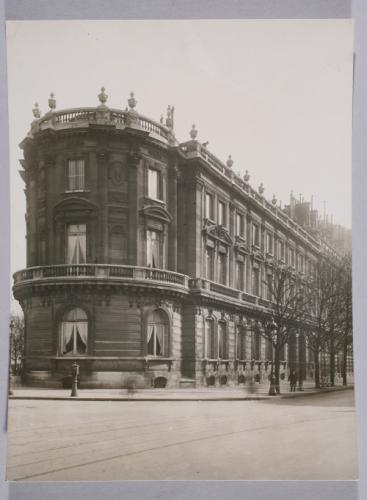
Le Cercle Agricole, puis Nouveau Cercle, 288 boulevard Saint-Germain (musée Carnavalet).

#### Cercle Agricole
Le Cercle Agricole, aussi familièrement surnommé « La Patate », avait été fondé en 1835 par le duc de Doudeauville, le duc de Montmorency et le comte Alexandre de La Rochefoucauld et se réunissait dans l'hôtel de Nesles. « Ce n'est qu'en 1836 que le Cercle agricole fonctionna réellement comme un club : on s'y réunit pour jouer, lire les journaux et converser. Il devint alors légitimiste, refusant systématiquement ceux qui se rattachaient d'une manière ou d'une autre au nouveau régime. Beaucoup d'hommes politiques de la Restauration étaient membres du Cercle agricole, du baron de Damas à M. de La Bouillerie en passant par M. de Chastellux et le comte Beugnot. ». L'hôtel que le Cercle Agricole se fit bâtir entre 1865 et 1867 boulevard Saint-Germain, sur les plans d'Henri Blondel, est un exemple unique à Paris d'immeuble, avec salon de lecture en rotonde, salle à manger et bibliothèque, destiné dès son origine à un cercle. Le Cercle Agricole, entre-temps devenu Nouveau Cercle, l'occupa jusqu'en 1979. 

#### Cercle de la rue Royale
En 1856 est créé le Cercle de la rue Royale, réunissant ceux des membres d'un cercle surnommé le « Club des Moutards », qui avaient refusé de fusionner avec le Jockey Club. Il est installé au 1 de la rue Royale, d’où il tire son nom. En 1865, est prise la décision d'un rapprochement avec le Cercle Agricole. « Presque tous les membres du Cercle de la rue Royale, exactement trois cent soixante-quatre, passèrent à l'Agricole le 13 février 1865 ».

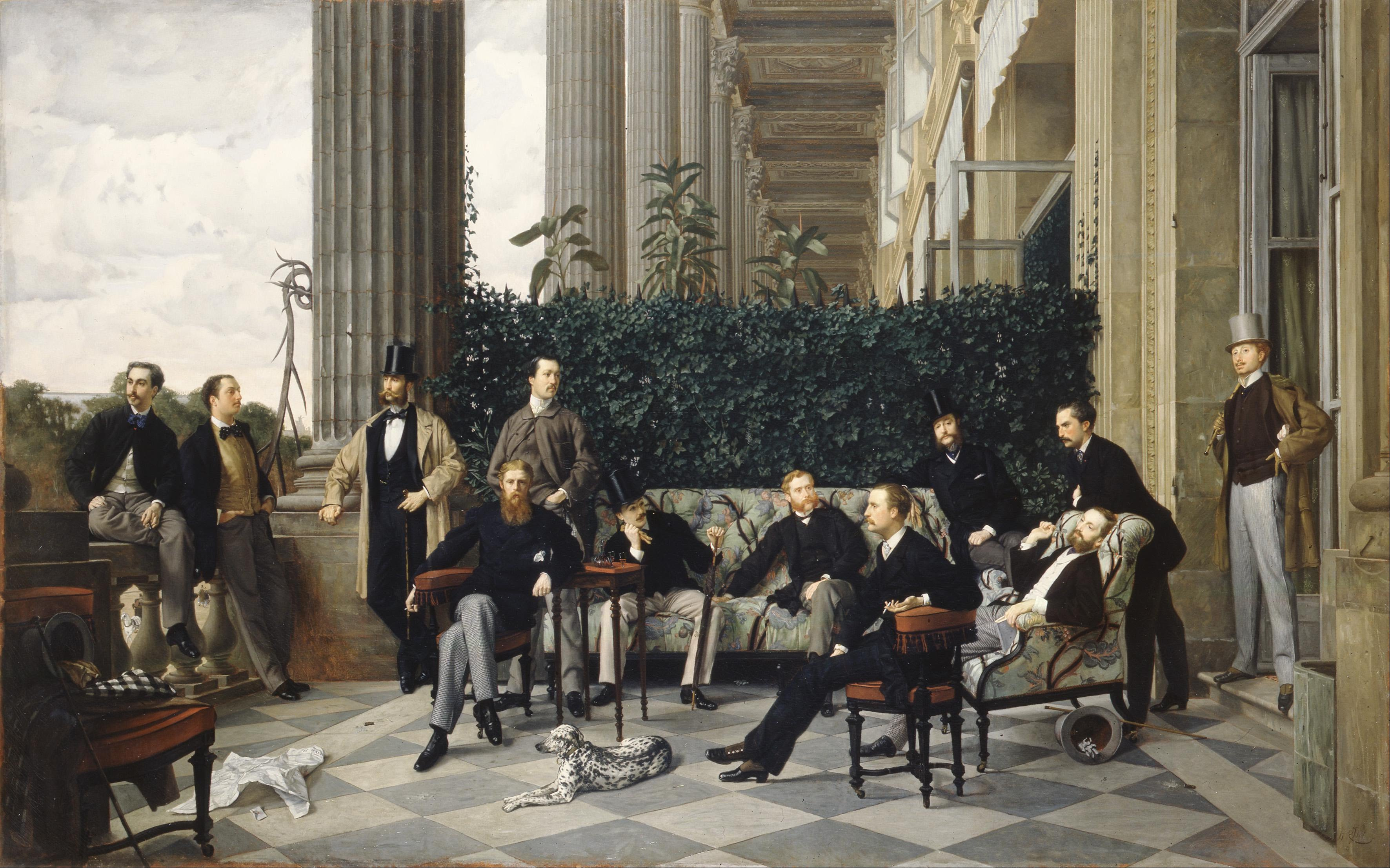
Le Cercle de la Rue Royale, qui fusionnera en 1916 avec le Cercle Agricole (musée d'Orsay).

Un nouveau Cercle de la rue Royale est aussitôt recréé le 8 juin 1865 à la même adresse, avec la Société des steeple-chases de France. Ce sont des membres de ce cercle dont le peintre James Tissot fit en 1866 un portrait de groupe, Le Cercle de la rue Royale. Il fusionne en 1916 avec le Cercle Agricole, qui substitue alors à son nom celui de Nouveau Cercle de la rue Royale, puis simplement de Nouveau Cercle. 
Les membres du Cercle de l'Union artistique (qui occupait jusqu'en 1928 l'hôtel Grimod de La Reynière) y sont incorporés en 1946.

## Nouveau Cercle de l'Union
En 1985, le Cercle de l'Union et le Nouveau Cercle réunis prennent le nom de Nouveau Cercle de l'Union. 
Il est situé au no 33 de la rue du Faubourg-Saint-Honoré, dans le 8e arrondissement de Paris, dans des locaux mis à sa disposition par le Cercle de l'Union interalliée, dont il est cependant indépendant.
Les candidats au Cercle doivent être présentés par deux parrains. L'admission se fait par scrutin des membres, un vote contraire sur six exprimés suffisant pour l'ajournement.

## Présidence et administration
L'administration du Cercle est assurée par un comité composé du président, quatre vice-présidents et vingt membres. Depuis 2015, le président est le comte Pierre de Montalembert.

### Présidents du Cercle de l'Union
- 1828-1831 : duc de Guiche
- 1831-1844 : général-comte de Bourke
- 1844-1856 : duc de Luxembourg
- 1856-1863 : duc de Rauzan
- 1863-1870 : prince de Montmorency-Luxembourg
- 1870-1890 : duc de Rivière
- 1891-1894 : duc de Noailles
- 1895-1914 : duc de Rohan
- 1915-1960 : duc de Broglie
- 1960-1974 : comte Robert de Dampierre
- 1974-1982 : marquis de Gontaut-Biron
- 1982-1983 : duc de Castries

### Présidents du Cercle de la rue Royale
- 1856-1865 : comte Maxence de Damas
- 1865-1872 : général-duc de Lesparre
- 1872-1876, 1882-1884: prince de Sagan
- 1876-1878, 1882 : général de Biré
- 1878-1881, 1899-1906 : duc de La Tremoïlle
- 1884-1888 : comte de Sugny
- 1888-1899 : général-comte Friant
- 1906-1916 : prince Murat

### Présidents du Cercle Agricole, du Nouveau Cercle de la rue Royale et du Nouveau Cercle
- 1835-1842 : duc de Doudeauville
- 1842-1843 : comte de Chastellux
- 1863-1885 : comte de Mortemart
- 1885-1887 : duc de Doudeauville
- 1897-1900 : comte Fernand de Brissac
- 1900-1921: duc de Mortemart
- 1921-1942 : comte de Talhouët-Roy
- 1942-1945 : marquis de Beaumont
- 1946-1967 : duc de Maillé
- 1967-1983 : comte de Waresquiel

### Présidents du Nouveau Cercle de l'Union
Le duc de Castries et le comte de Waresquiel sont co-présidents de 1983 à 1986
- 1986-1995 : comte de Waresquiel
- 1995-2006 : prince Gabriel de Broglie
- 2006-2010 : comte Denis de Kergorlay
- 2010-2015 : Gaëtan de Boysson

## Quelques membres
Édouard Balladur, Gonzague de Blignières, Michel David-Weill, Philippe Étienne, Jacques de Larosière, Thierry de La Tour d'Artaise, Prince Jean de Luxembourg, Christophe Huchet de Quénetain, Yves de Silguy, Éric Roussel, Augustin de Romanet, Jean-René Van der Plaetsen. 

## Prix littéraire du Nouveau Cercle de l'Union
Le prix du Nouveau Cercle de l'Union est attribué chaque année par un jury composé de membres du Nouveau Cercle de l'Union,. Le jury attribue deux prix, l'un en histoire, l'autre en « souvenir-société ».

## L'Union dans le contexte de la création des cercles à Paris
« L'Union fut le second cercle situé rue de Grammont. Il occupa, de 1828 à 1857, date à laquelle il déménagea boulevard de la Madeleine, l'hôtel de Lévis, à l'angle de la rue de Grammont (n° 30) et du boulevard des Italiens (n° 15). Il était très sélectif […]. Toute candidature devait être appuyée par deux membres du cercle (un seul à celui de la rue de Grammont). L'admission se prononçait par « ballottage général » et il fallait, pour qu'un ballottage fût valable, au moins douze membres présents. Une boule noire sur douze suffisait à un refus (contre trois au cercle de la rue de Grammont). Le cercle comportait trois cents membres permanents (celui de la rue de Grammont en comptait cinq cents) mais les étrangers séjournant temporairement à Paris pouvaient devenir membres pour six mois, en payant une cotisation de 200 francs.
[…] l'Union rassemblait des aristocrates et des membres du corps diplomatique. Après 1830, il devint un bastion du légitimisme : y entrèrent alors les officiers de la garde royale démissionnaires, les dignitaires de l'ancienne cour et tous les nobles qui protestaient contre le nouvel état des choses. Les hommes d'affaires de la Chaussée-d'Antin n'étaient pas admis […]. L'Union était sans doute le plus élitiste des cercles parisiens. »

— Anne Martin-Fugier, La vie élégante ou la formation du Tout-Paris (1815-1848).